# Арс-сюр-Форман
Арс-сюр-Форма́н (фр. Ars-sur-Formans) — муніципалітет у Франції, у регіоні Овернь-Рона-Альпи, департамент Ен. Населення — 1498 осіб (01.01.2021).
Муніципалітет розташований на відстані близько 370 км на південний схід від Парижа, 26 км на північ від Ліона, 40 км на південний захід від Бург-ан-Бресса.

## Історія
Арс вперше згадується у документах під 969 роком та 980 - коли тут зазначаться добре організована християнська парафія. Разом із тим розташовані неподалік друїдський камінь свідчить про ймовірну більш давню історію села. В XI столітті нею володів шляхетський рід Ар, який згодом передав ці землі прилеглому монастирю. 1409 року село було цілковито спалене під час релігійних війн. У 1592 році село переходить у володіння роду Гарньє де Гаре. З його появою почався відносно мирний період історії Арса, який у 1762 році разом із усім князівством Домбе переходить під владу французької корони.
Село набуло світової відомості у XIX столітті в зв'язку із діяльністю тут святого Івана Віаннея, що був протягом 41 року настоятелем місцевої парафії та вважається католицькою церквою зразком та покровителем всіх священиків

## Демографія
Динаміка населення (Cassini ):
Розподіл населення за віком та статтю (2006):
| Стать | Всього | До 15 років | 15-24 | 25-44 | 45-64 | 65-85 | Понад 85 |
| --- | ------ | ----------- | ----- | ----- | ----- | ----- | -------- |
| Чоловіки | 609    | 138         | 102   | 203   | 131   | 31    | 4        |
| Жінки | 637    | 134         | 76    | 172   | 165   | 82    | 8        |
| \| Статево-вікова піраміда \| Статево-вікова піраміда \| Статево-вікова піраміда \| \| ----------------------- \| ----------------------- \| ----------------------- \| \| Чоловіки \| Вік \| Жінки \| \| 4 \| 85 + \| 8 \| \| 8 \| 80-84 \| 24 \| \| 0 \| 75-79 \| 8 \| \| 15 \| 70-74 \| 23 \| \| 8 \| 65-69 \| 27 \| \| 27 \| 60-64 \| 27 \| \| 31 \| 55-59 \| 42 \| \| 31 \| 50-54 \| 31 \| \| 42 \| 45-49 \| 65 \| \| 73 \| 40-44 \| 38 \| \| 50 \| 35-39 \| 73 \| \| 38 \| 30-34 \| 23 \| \| 42 \| 25-29 \| 38 \| \| 51 \| 20-24 \| 34 \| \| 51 \| 15-20 \| 42 \| \| 38 \| 10-14 \| 65 \| \| 50 \| 5-9 \| 46 \| \| 50 \| 0-4 \| 23 \| |        |             |       |       |       |       |          |
| Статево-вікова піраміда |        |             |       |       |       |       |          |
| Чоловіки | Вік    | Жінки       |       |       |       |       |          |
| 4 | 85 +   | 8           |       |       |       |       |          |
| 8 | 80-84  | 24          |       |       |       |       |          |
| 0 | 75-79  | 8           |       |       |       |       |          |
| 15 | 70-74  | 23          |       |       |       |       |          |
| 8 | 65-69  | 27          |       |       |       |       |          |
| 27 | 60-64  | 27          |       |       |       |       |          |
| 31 | 55-59  | 42          |       |       |       |       |          |
| 31 | 50-54  | 31          |       |       |       |       |          |
| 42 | 45-49  | 65          |       |       |       |       |          |
| 73 | 40-44  | 38          |       |       |       |       |          |
| 50 | 35-39  | 73          |       |       |       |       |          |
| 38 | 30-34  | 23          |       |       |       |       |          |
| 42 | 25-29  | 38          |       |       |       |       |          |
| 51 | 20-24  | 34          |       |       |       |       |          |
| 51 | 15-20  | 42          |       |       |       |       |          |
| 38 | 10-14  | 65          |       |       |       |       |          |
| 50 | 5-9    | 46          |       |       |       |       |          |
| 50 | 0-4    | 23          |       |       |       |       |          |

## Економіка
2010 року серед 913 осіб працездатного віку (15—64 років) 661 була активною, 252 — неактивними (показник активності 72,4%, у 1999 році було 60,7%). З 661 активної мешканців працювали 643 особи (336 чоловіків та 307 жінок), безробітними було 18 (9 чоловіків та 9 жінок). Серед 252 неактивних 117 осіб було учнями чи студентами, 79 — пенсіонерами, 56 були неактивними з інших причин.

У 2010 році в муніципалітеті числилось 458 оподаткованих домогосподарств, у яких проживали 1239,5 особи, медіана доходів виносила 20 737 євро на одного особоспоживача